# Cuchendado
Cuchendado, indijansko pleme koje je živjelo negdje uz teksašku obalu blizu rijeke Rio Grande i u susjedstvu plemena Arbadao. Posljednje su pleme koje je susreo Cabeza de Vaca ranih 1530.-tih, prije nego što napustio obalu Zaljeva i krenuo u unutrašnjost kontinenta.
Njihova etnolingvistička pripadnost je možda coahuiltecanska

## Vanjske poveznice
- Who Were the "Coahuiltecans"?